# Jonathan Valle
Jonatan Nahuel Valle ( Rufino (Argentina), Provincia de Santa Fe, Argentina, 26 de enero de 1993) es un futbolista argentino que juega como defensa central en Cimarrones de Sonora del Ascenso Mexicano.

## Trayectoria

### Newell's Old Boys
El 19 de junio de 2011, Javier Torrente lo hizo debutar de manera profesional en Newell's Old Boys ingresando de titular, frente a Colón, por la decimonovena fecha del Torneo Final, en un encuentro disputado en el Estadio Coloso Del Parque Marcelo Bielsa de Rosario. El mismo terminó 1 a 0 a favor de Newell's Old Boys.

## Selección nacional
En diciembre de 2012, fue citado a la Selección Argentina Sub-20 por Marcelo Trobbiani, para disputar el Sudamericano Sub-20 de Argentina en el que la selección formó parte del grupo A junto a Bolivia, Chile, Colombia y Paraguay.

### Participaciones con la selección
| Torneo                                 | Sede      | Resultado    |
| -------------------------------------- | --------- | ------------ |
| Campeonato Sudamericano Sub-20 de 2013 | Argentina | Primera fase |

## Clubes
| Club                         | País      | Año             |
| ---------------------------- | --------- | --------------- |
| Newell's Old Boys De Rosario | Argentina | 2007-2015       |
| Cimarrones De Sonora         | México    | 2016            |
| Cimarrones De Sonora         | México    | 2016 - Presente |

## Palmarés

### Campeonatos nacionales
| Título           | Club              | País      | Año  |
| ---------------- | ----------------- | --------- | ---- |
| Primera División | Newell's Old Boys | Argentina | 2013 |